# Nazionale maschile di pallacanestro del Principato di Monaco
La nazionale maschile di pallacanestro del Principato di Monaco rappresenta il Principato di Monaco nelle competizioni internazionali di pallacanestro gestite dalla FIBA. È sotto il controllo della Fédération Monégasque de Basketball.

## Storia
La nazionale monegasca non ha mai partecipato a competizioni organizzate dalla FIBA Europe, essendosi iscritta e poi ritirata al campionato europeo FIBA dei piccoli stati del 2016, ma partecipa ai giochi dei piccoli stati d'Europa.

## Partecipazioni
Giochi dei piccoli stati d'Europa
- 1987 -  1°
- 1989 - 6°
- 1991 - 6°
- 2001 - 4°
- 2003 - 6°
- 2007 - 5°

## Selezioni giovanili
- Selezioni giovanili della nazionale di pallacanestro del Principato di Monaco